# Eumerus purpureus
Eumerus purpureus là một loài ruồi trong họ Ruồi giả ong (Syrphidae). Loài này được Macquart mô tả khoa học đầu tiên năm 1839. Eumerus purpureus phân bố ở vùng Cổ Bắc giới